# Виняток підтверджує правило
«Виняток підтверджує правило» або «Виняток, який підтверджує правило» — широко вживаний афоризм, який у своєму початковому юридичному сенсі означає «Існування винятку підтверджує правило для випадків, що не підпадають під виняток» (лат. Exceptio probat regulam in casibus non exceptis).

## Початкове значення
Автором фрази вважають Цицерона, який використав її під час розгляду судової справи щодо римського громадянства Луція Корнелія Бальба. Пізніше цей афоризм усталився в англійській правничій літературі 17 століття.
Генрі Фаулер у «Словнику сучасного використання англійської мови» наводить такий приклад правильного трактування фрази: твердження «Сьогодні згідно зі спеціальним дозволом солдатам можна перебувати за межами бараків до 23:00» означає, що в інші дні їм слід повертатися раніше. Таким чином, знаючи про існування винятку, можна встановити правило. Деякі автори тлумачать афоризм іншим чином, а саме стверджують, що probat в оригінальному вислові означає не підтверджує, а перевіряє, проте оскільки в деяких латинських текстах замість probat вживається однозначне figit, такий варіант є хибним.

## Поширений вжиток
Повсякденно афоризм часто вживається в інших значеннях. Так його можна коректно використати у ситуації, коли виняток, про який йдеться, узгоджується із загальною закономірністю або перебуває поза межами її дії. Наприклад, у статті про інсайдерські кредити банків журналісти пишуть:
|  | Але відстежити та забезпечити виконання цих нормативів банківський регулятор надто вже часто не в змозі. … Хоча винятки все-таки є: перевищення інсайдерських лімітів зафіксовано в ПУМБі Ріната Ахметова …, але тільки, як стверджують у банку, установити це вдалося з його доброї волі. Однак це все-таки той випадок, коли виняток підтверджує правило. |

Тут афоризм використаний, щоб підкреслити, що зазвичай банківський регулятор не може ефективно виконати свою роботу, а відомі винятки з цієї закономірності не є типовими випадками.
Згідно з Фаулером фразу, крім згаданих контекстів, також використовують у широкому риторичному сенсі, як жартівливу нісенітницю, і, знову ж таки, як нісенітницю, але серйозно. І цей останній вжиток є найпоширенішим. Наприклад:
На мій День народження завжди дощить.
Але торік було сухо.
Це виняток, що підтверджує правило.
Тут очевидно, що виняток спростовує правило, а не підтверджує його. Отже таке використання є хибним.